# Stupini, Bistrița-Năsăud
Stupini este un sat în comuna Sânmihaiu de Câmpie din județul Bistrița-Năsăud, Transilvania, România.

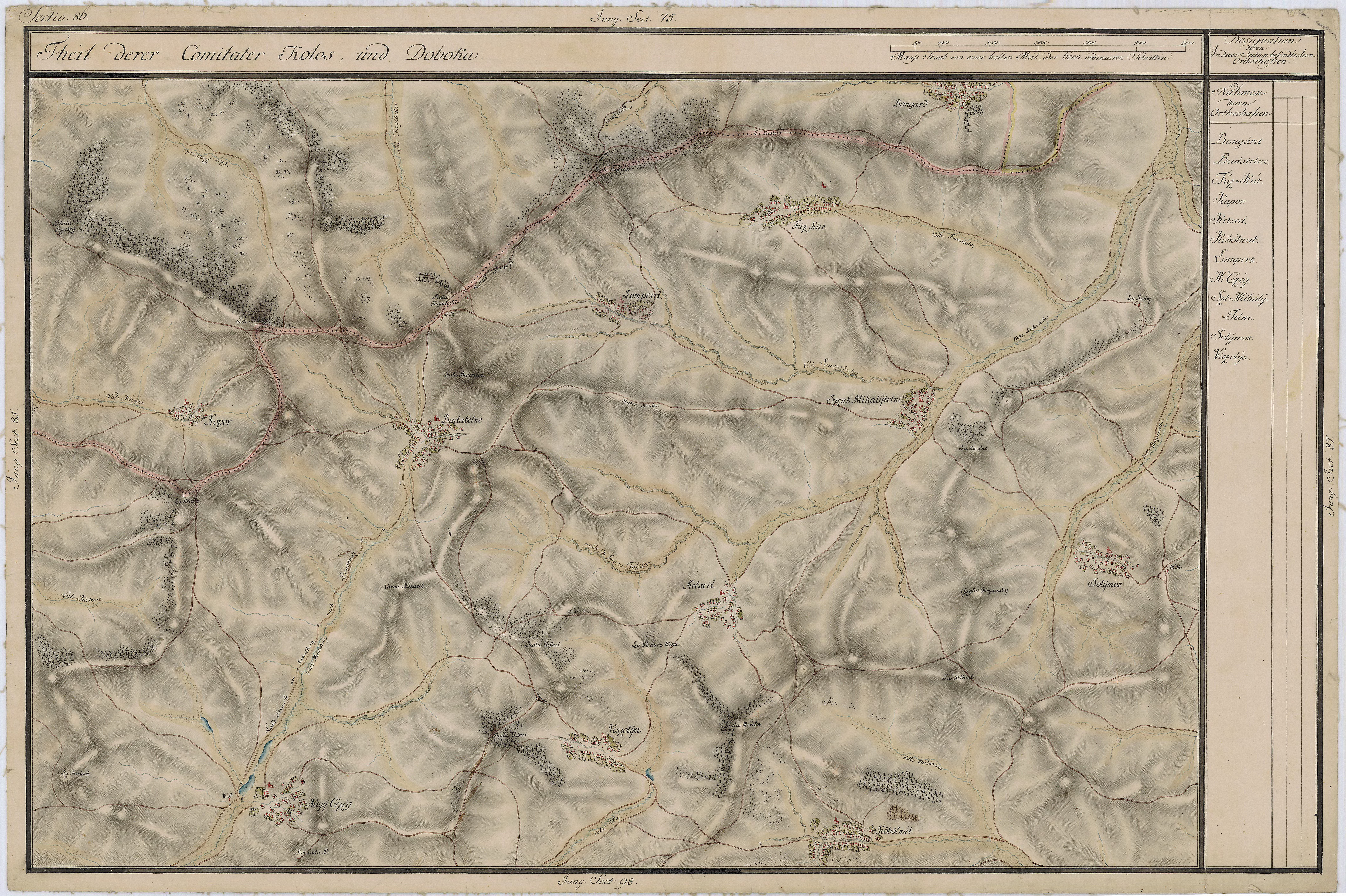
Stupini în Harta Iosefină a Transilvaniei, 1769-73

## Istoric
Prima atestare documentară este din anul 1318